# Hierochthonia featheri
Hierochthonia featheri là một loài bướm đêm trong họ Geometridae.